# Le Chevalier des neiges
Le Chevalier des neiges is een Franse stomme film uit 1912. De film werd geregisseerd door Georges Méliès.
De Duivel (Méliès) kidnapt een prinses en neemt haar mee in koets getrokken door vliegende draken naar een grot. Nadat de prinses gered is door de held, kan de duivel zijn kompaan uit de handen van zijn beulen redden en meenemen naar de hel. Mèliès maakte zoals gewoonlijk gebruik van verschillende van zijn gekende filmtrucs zoals de stop-substitutietechniek en de overvloeier. Dit was een van de  zes films, gemaakt door Star Film op bestelling van de gebroeders Pathé.

## Rolverdeling
| Acteur         | Personage |
| -------------- | --------- |
| Georges Méliès | de Duivel |